# لولین ایوانز
لولین ایوانز (انگلیسی: Llewellyn Evans; ۲ ژانویهٔ ۱۸۷۶ – ۲۹ سپتامبر ۱۹۵۱) بازیکن هاکی روی چمن اهل بریتانیا بود.